# Saint-Romain-au-Mont-d'Or
Saint-Romain-au-Mont-d'Or é uma comuna francesa na região administrativa de Auvérnia-Ródano-Alpes, no departamento de Ródano. Estende-se por uma área de 2,62 km². Em 2010 a comuna tinha 1 272 habitantes (densidade: 485,5 hab./km²).